# Troup (Teksas)
Troup – miasto w Stanach Zjednoczonych, w stanie Teksas, w hrabstwie Cherokee.